# Dick Harrison

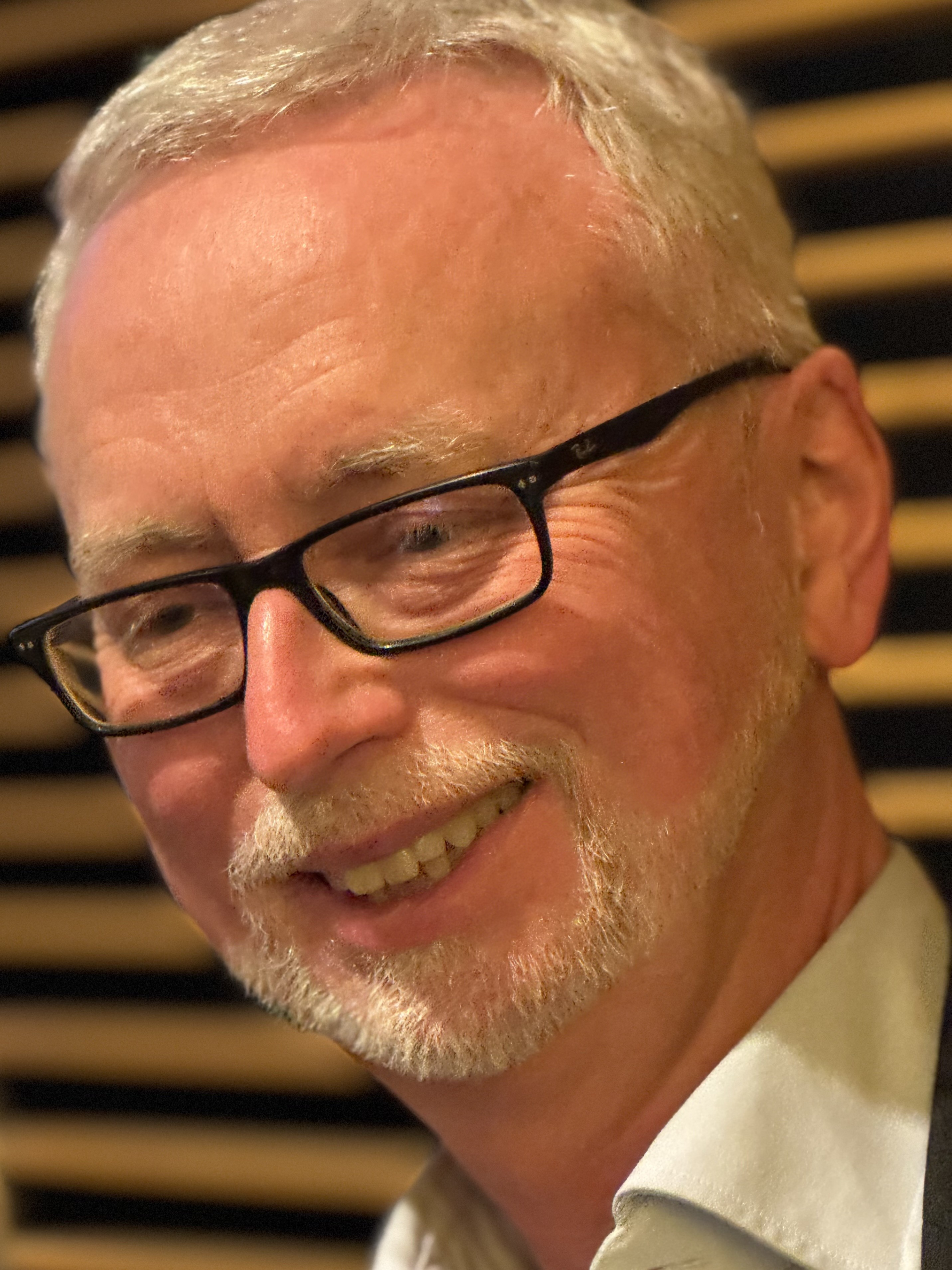
Dick Harrison in Garnisonen in Stockholm, 2025.

Dick Walther Harrison (* 10. April 1966 in Stockholm) ist ein schwedischer Historiker und seit 2003 Professor an der Universität Lund. Neben zahlreichen Fachbüchern hat Harrison auch mehrere historische Romane verfasst.

## Leben
Harrison wuchs in Staffanstorp auf und lebt seit 2008 mit seiner Frau in Åkarp, Skåne län.
Er besuchte das Gymnasium Spyken in Lund. Anschließend studierte er an der Universität Lund. Im Jahr 1993 wurde er, mit der Doktorarbeit The Early State and the Towns: Forms of Integration in Lombard Italy AD 568–774, promoviert.